# 三縣鐵路
三鐵路（識別碼：TRCX）是連接美国佛罗里达州的迈阿密、劳德代尔堡和西棕榈滩的通勤铁路，由南佛羅里達地區交通管理局及CSX運輸公司的前邁阿密分區管理。名稱中的「三」指的是該鐵路服務的三個縣：棕櫚灘、布勞沃德和邁阿密-戴德。該線路現由佛羅里達交通局全資擁有。這條全長 70.9 英里（114.1 公里）的系統沿佛羅里達州東南海岸設有 18 個車站，其中數個車站可直接轉乘美鐵。在三縣鐵路與地鐵轉乘站和邁阿密聯運中心，乘客可轉乘邁阿密地鐵。
2022 年，該線路的乘客量為 3,720,000 人次，即截至 2023 年第一季度每個工作日約 14,300 人次。

## 歷史

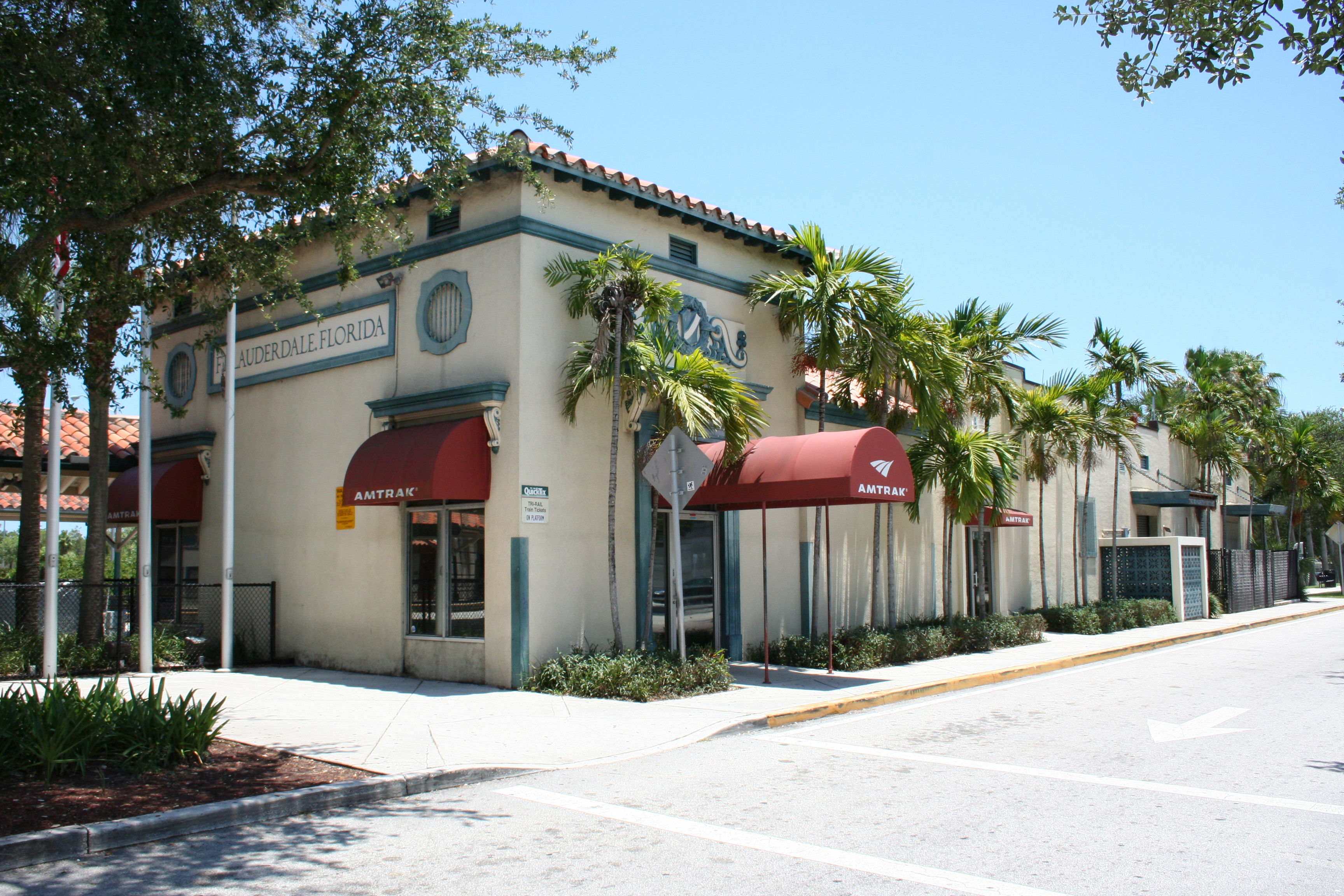
建於1927年的羅德岱堡站，現時供三縣鐵路及美鐵列車使用

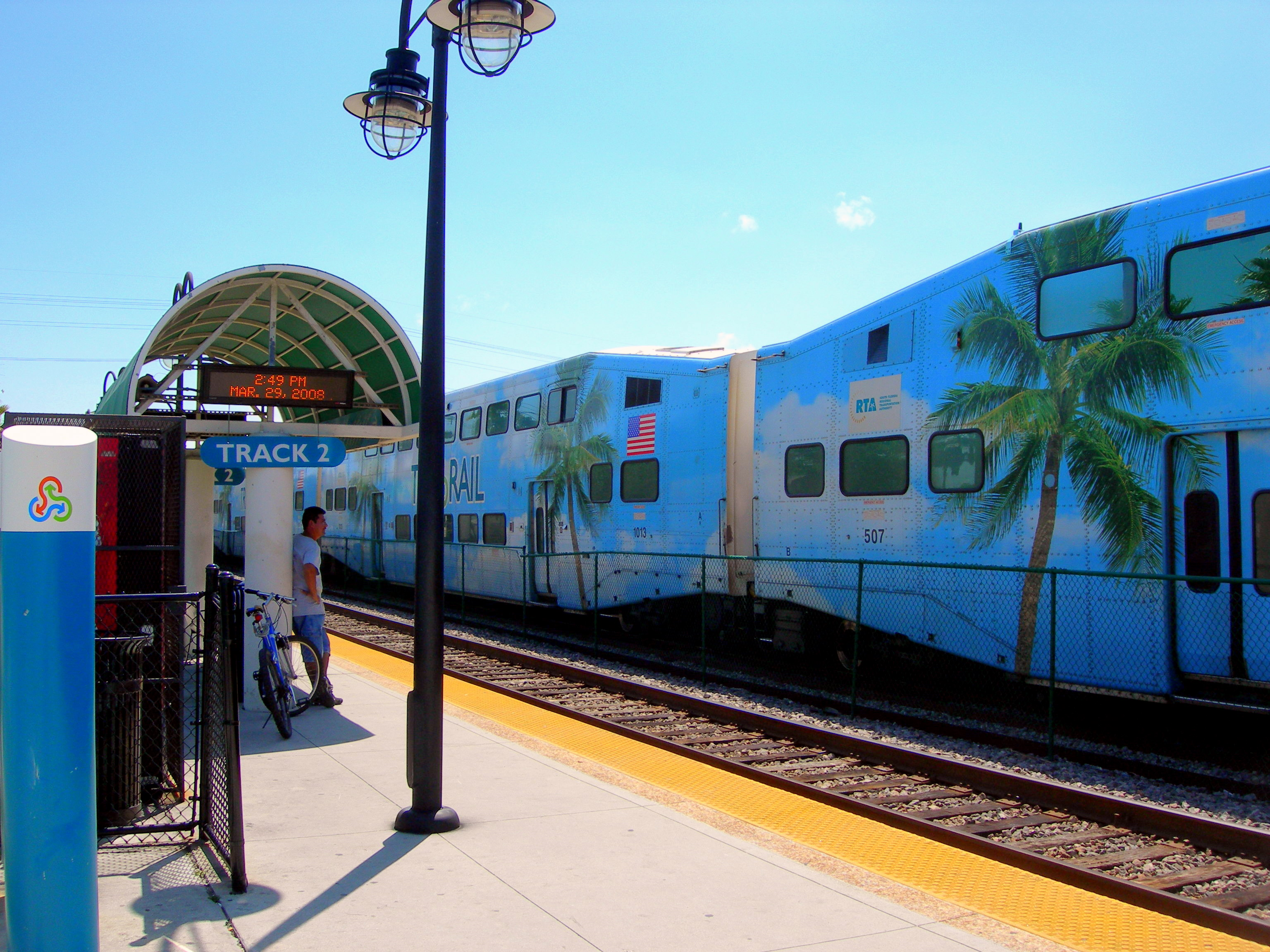
龐帕諾海灘站雖然未能於三縣鐵路雙軌化時同步翻新，但後來已於2012年獲改造

三縣鐵路的規劃於1983年開始。目前的系統由佛羅里達州交通部組建，於 1989 年 1 月 9 日開始運營，在拓寬 95 號州際公路和佛羅里達州收費公路（與州際公路平行）時為相關施工人員提供臨時通勤鐵路服務。三縣鐵路一直提供免費列車服務，直到 1990 年 5 月 1 日，票價變為往返 4 美元。
線路延伸使三縣鐵路能夠為南佛羅里達州所有三個國際機場提供服務：邁阿密國際機場、勞德岱堡-好萊塢國際機場和棕櫚灘國際機場。佛羅里達州最初的計劃是使用沿線更城市化的佛羅里達東海岸鐵路，但擁有該鐵路的同名公司拒絕了這一提議，因為它希望維持貨運為其首要業務。
在 2000 年代初，三縣鐵路獲得 8,480 萬美元的資金，用於雙軌化、建設擴建、改善車站、建立總部和提供公交接駁。
2009 年，三縣鐵路服務幾乎被大幅削減，並有到 2011 年完全關閉的威脅， 儘管客流量創歷史新高，但當年棕櫚灘縣截住對三縣鐵路的資助，並希望削減其服務。每年棕櫚灘縣提供的資金從 410 萬美元減少到 160 萬美元。這意味著布勞沃德縣和邁阿密-戴德縣也必須將各自對三縣鐵路的資助削減至 160 萬美元，以作配合。另一方面，佛羅里達州也面臨預算短缺，並且未能通過一項提高租車稅以幫助資助三軌鐵路的法案，因此也將不得不削減其資助。這將導致每日列車立即從 50 趟減少至 30 趟，並全面削減週末服務，隨後還會進一步削減，並最終可能使三縣鐵路停運。 2009年美國復甦與再投資法通過後，由於三縣鐵路獲得了 250 萬美元的聯邦撥款，所以三縣鐵路的列車班次只略有減少，沒有被完全削減。
2009年年中票價上漲25%後，2010年年乘客量下降了15%（約60萬人）。然而，2011年，由於汽油價格持續高企，三縣鐵路的乘客量再次增加，該年平均乘客量約為14,500人，乘客量以每月約 11% 的速度增長，同時汽車出行減少，就業人數增加，共有 285 家公司和 2,829 名個人加入折扣計劃。
2011年，破舊的龐帕諾海灘站獲得了570萬美元的聯邦撥款，將其改造成“綠能車站”，通過太陽能滿足其100%以上的能源需求，多餘的部分將被送往電網或儲存起來作夜間照明。相關工程於 2012 年春季開始，施工期間車站保持開放。 龐帕諾海灘站附近的賽馬場路和三縣鐵路線交叉路口，多年來一直日久失修，也於 2012 年進行了修復。
該系統的總乘客量在 2013 財政年度完全恢復到早期的高水平，達到 420 萬人次。三縣鐵路希望通過建設海岸連接線，到 2021 年將乘客量翻一番，達到每日 30,000 人次。
2015 年 4 月，邁阿密機場車站在邁阿密聯運中心啟用，自 2011 年原邁阿密機場車站關閉以來，三縣鐵路首次直接與邁阿密國際機場連接。該新車站與邁亞密國際機場旅客捷運系統相連（提供直達機場的服務），並可以轉乘邁阿密地鐵、巴士和灰狗巴士。由於設計失誤，聯運中心內供美鐵使用的月台過短，因此美鐵未能將其運營從邁阿密美鐵站轉移至邁阿密聯運中心。這個新車站自 2009 年以來一直在建設中，原車站於 2011 年 9 月關閉以允許建設新站。
2023 年第一季度，南佛羅里達地區交通管理局的報告指出，三縣鐵路的乘客量增長了 25%，三年來首次超過 35 萬名乘客。為了滿足需求，管理局開始對其布魯克維爾機車段進行大修工程（工程預計將於 2025 年完成）。管理局亦獲得聯邦撥款，將允許三縣鐵路用新列車更換其三分之一老化的列車，新列車預計將在未來幾年開始服務。此外，管理局還創建了一個新的列車塗裝設計，將在三縣鐵路服務進入邁阿密中心時首次亮相。

### 未來發展
前往邁阿密中心的三縣鐵路服務將於 2023 年 11 月開始服務，這將標誌著三縣鐵路列車首次使用佛羅里達東海岸鐵路提供服務 。該站也是一個混合用途綜合體，位於邁阿密市中心，可直接轉乘光亮線以及邁阿密-戴德運輸列車服務。初期三縣鐵路只會在三縣鐵路與地鐵轉乘站和邁阿密中央站之間運行穿梭列車。如要繼續向北或向南前往其他車站，乘客均需要換乘，但無需支付任何額外費用（因相關費用已包括在票價內）。三縣鐵路的列車將三縣鐵路與地鐵轉乘站以南向東行駛至佛羅里達東海岸鐵路主線，然後向南轉向邁阿密中心站。三縣鐵路列車已於 2023 年 6 月 19 日開始測試該走廊。讓邁阿密中心站得以容納三縣鐵路列車服務的總開支約為 7000 萬美元。

## 車站
| 位置           | 收費區 | 車站                      | 前往龐帕諾海灘站需時 | 啟用年份 | 接駁交通 |
| -------------- | ------ | ------------------------- | -------------------- | -------- | --- |
| 芒谷阿園       | 1      | 芒谷阿園                  | 48分                 | 1998     | - 棕櫚運輸（Palm Tran）: 21, 31, 33 |
| 西棕櫚灘       | 1      | 西棕櫚灘                  | 42分                 | 1925     | - 美鐵: 銀星號、銀色流星號 - 光亮線 （西棕櫚灘站 (光亮線)位於本站以東約半英里處） - 棕櫚運輸: 1, 2, 20, 31, 40, 41, 43, 44, 49, 60 - 西棕櫚灘免費巴士（WPB Trolley）:綠線 - 灰狗巴士 |
| 沃思湖海灘     | 1      | 沃思湖                    | 33分                 | 1989     | - 棕櫚運輸: 61, 62 |
| 博因頓海灘     | 2      | 博因頓海灘                | 28分                 | 1989     | - 棕櫚運輸: 70, 71, 73 |
| 德拉海灘       | 2      | 德拉海灘                  | 19分                 | 1991     | - 美鐵: 銀星號、銀色流星號 - 棕櫚運輸: 2, 70, 81, 88 |
| 博卡拉頓       | 3      | 博卡拉頓                  | 13分                 | 1989     | - 棕櫚運輸: 2, 94 - 博卡拉頓穿梭（Boca Raton Shuttles）: BR-1, TPABS, TREX |
| 迪爾菲爾德海灘 | 3      | 迪爾菲爾德海灘            | 6分                  | 1926     | - 美鐵: 銀星號、銀色流星號 - 布勞沃德縣運輸（BCT）: 48, 728 |
| 龐帕諾海灘     | 3      | 龐帕諾海灘                | –                    | 1989     | - 布勞沃德縣運輸: 34 |
| 羅德岱堡       | 4      | 塞普斯溪                  | 8分                  | 1989     | - 布勞沃德縣運輸: 14, 60, 62 |
| 羅德岱堡       | 4      | 羅德岱堡                  | 15分                 | 1927     | - 美鐵: 銀星號、銀色流星號 - 布勞沃德縣運輸: 9, 22, 81 - 羅德前進（LauderGO!）: 西北社區連線、鄰里連線                                                                               |
| 達尼亞灘       | 5      | 勞德岱堡機場              | 22分                 | 2000     | - 布勞沃德縣運輸: 4, 6, 15, 16, 110 - 達尼亞灘巴士: 西線 - 三縣鐵路穿梭（Tri-Rail Shuttle）: FLA-1 （至 勞德代爾堡-好萊塢國際機場）、 SFEC 穿梭                                      |
| 好萊塢         | 5      | 謝里丹街                  | 26分                 | 1996     | - 布勞沃德縣運輸: 12 - 灰狗巴士 |
| 好萊塢         | 5      | 荷里活                    | 30分                 | 1928     | - 美鐵: 銀星號、銀色流星號 - 布勞沃德縣運輸: 7 - 哈倫代爾巴士: 3 |
| 邁阿密-戴德    | 6      | 戈登格萊茲                | 39分                 | 1989     | - 都會巴士（Metrobus）: E, 22, 77, 155, 246, 277, 95 特快 - 布勞沃德縣運輸: 18, 441 - 灰狗巴士                                                                                       |
| 奧帕洛卡       | 6      | 奧帕洛卡                  | 45分                 | 1927     | - 都會巴士: 32, 42, 135 - 三縣鐵路穿梭: 北連線 |
| 海厄利亞       | 6      | 地鐵轉乘                  | 52分                 | 1989     | - 邁阿密地鐵: 綠線 - 都會巴士: L, 42 |
| 海厄利亞       | 6      | 海厄利亞市場              | 58分                 | 1989     | 都會巴士: J, 36, 132 |
| 邁阿密         | 6      | 邁阿密機場                | 64分                 | 2012     | - 邁阿密地鐵: 橙線 - 都會巴士: 7, 37, 42, 57, 110, J, 150, 238, 297 - 邁亞密國際機場旅客捷運系統 往 邁亞密國際機場 - 灰狗巴士                                                        |
| 邁阿密         | 6      | 邁阿密中心 （2023年11月） |                      | 2018     | - 光亮線 - 邁阿密地鐵: 綠線、橙線 - 都會旅客捷運系統 - 都會巴士: 2, 3, 7, 9, 11, 21, 51, 77, 93, 95, 120, 207, 208, 246, 277, 500, S - 布勞沃德縣運輸: 95, 595                       |

## 乘客量

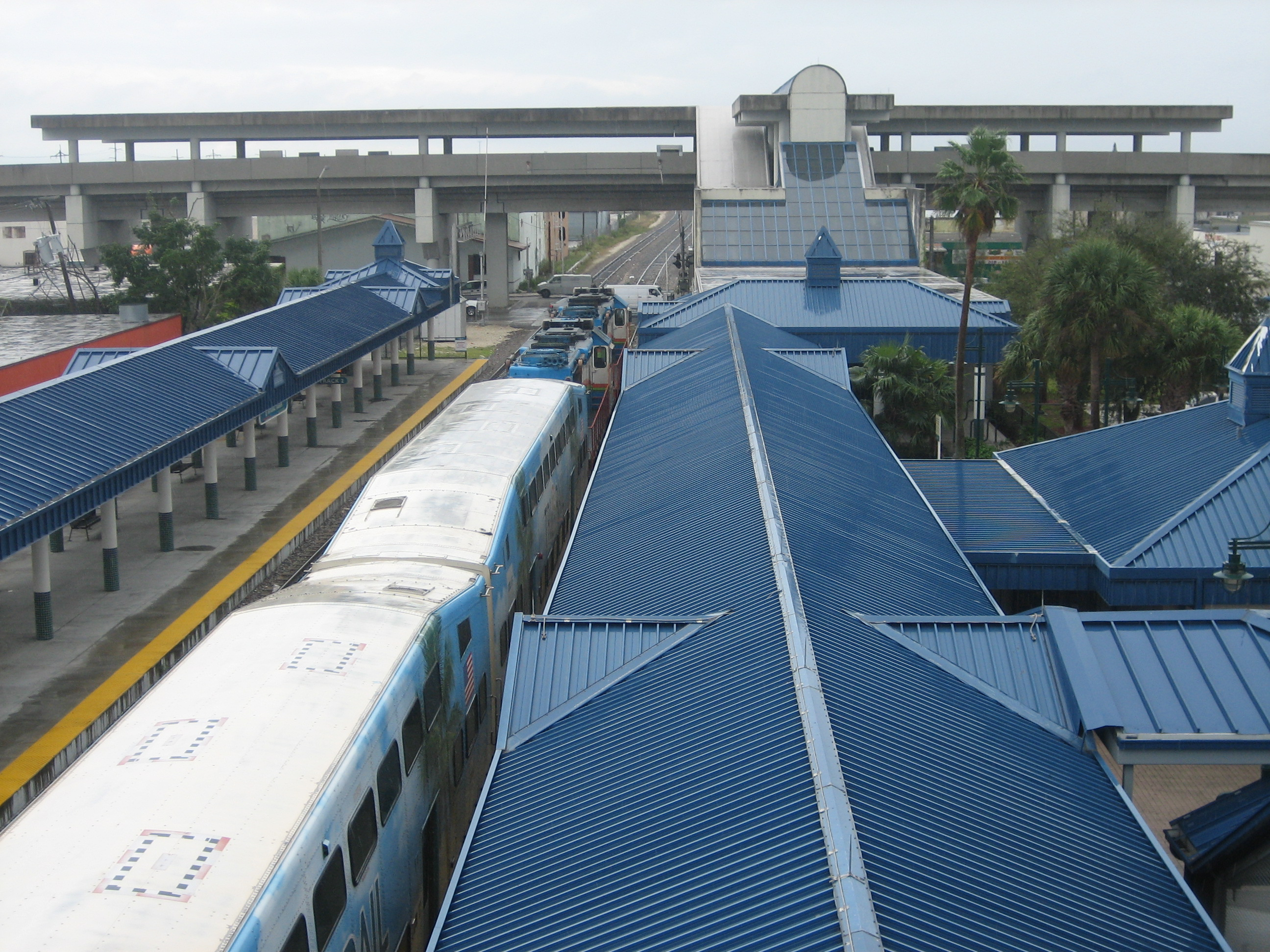
三縣鐵路與地鐵轉乘站是三縣鐵路上其中一個最繁忙的車站，亦是三縣鐵路與邁阿密-戴德運輸的主要轉乘站

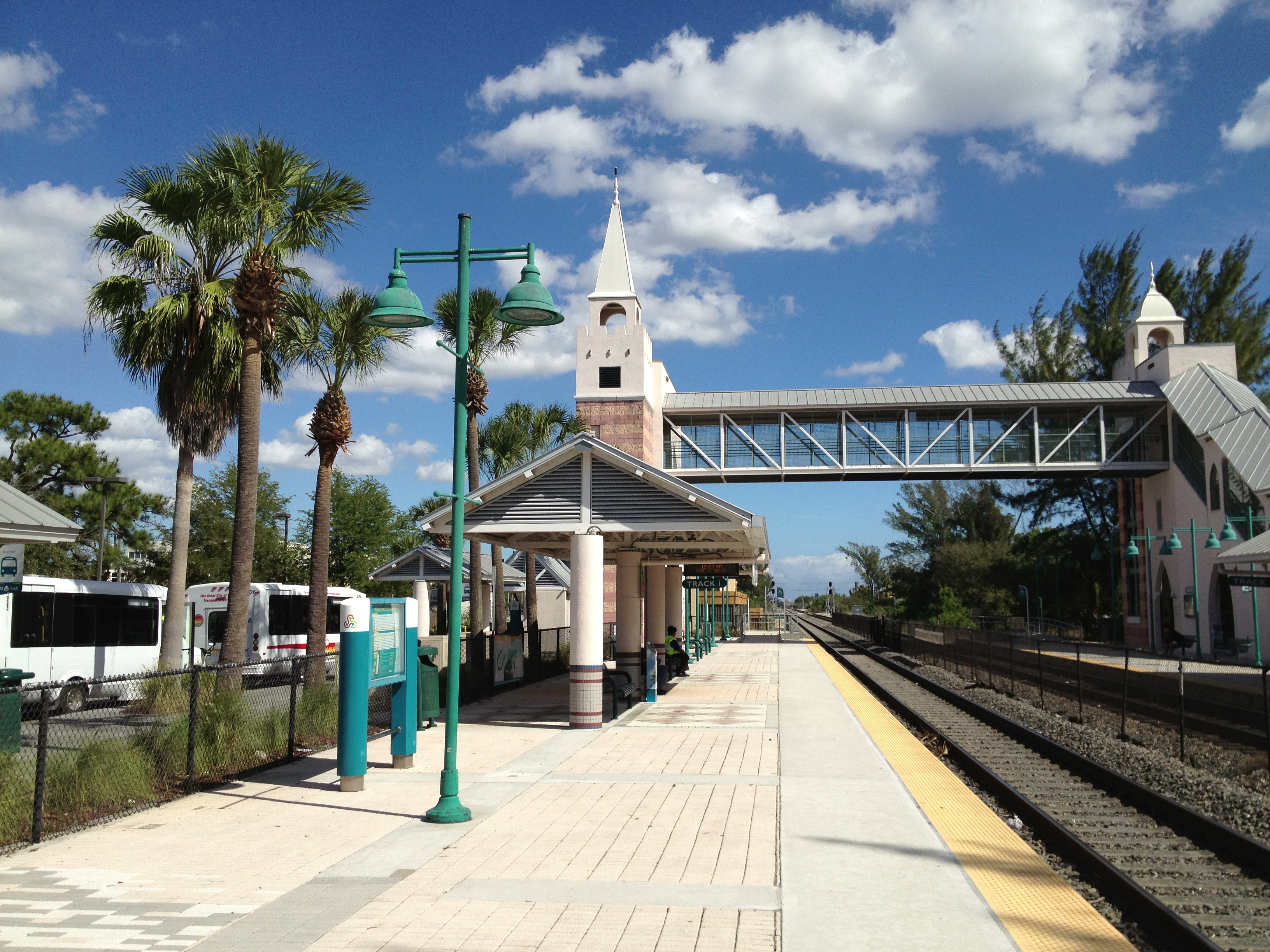
奧帕洛卡站車站建築帶有摩爾復興式建築風格，與奧帕洛卡的歷史建築作呼應

每年平均乘客量
| 年份 | 年總客量  | 變化百分比 | 平日平均客量 |
| ---- | --------- | ---------- | ------------ |
| 1995 | 2,481,200 | -          | N/A          |
| 1996 | 2,301,400 | -7.2%      | 7,500        |
| 1997 | 2,377,700 | +3.3%      | 8,000        |
| 1998 | 2,215,600 | -6.8%      | 7,200        |
| 1999 | 2,180,000 | +1.6%      | 7,300        |
| 2000 | 2,397,900 | +10.0%     | 8,700        |
| 2001 | 2,543,604 | +6.1%      | 8,500        |
| 2002 | 2,629,400 | +3.4%      | 9,200        |
| 2003 | 2,755,300 | +4.8%      | 9,200        |
| 2004 | 2,814,800 | +2.2%      | 9,700        |
| 2005 | 2,619,900 | -6.9%      | 8,500        |
| 2006 | 3,177,000 | +21.3%     | 11,600       |
| 2007 | 3,502,500 | +10.2%     | 12,600       |
| 2008 | 4,303,600 | +22.9%     | 14,800       |
| 2009 | 3,789,700 | -11.9%     | 12,400       |
| 2010 | 3,645,000 | -3.8%      | 12,300       |
| 2011 | 3,947,900 | +8.3%      | 13,300       |
| 2012 | 4,070,700 | +3.1%      | 14,300       |
| 2013 | 4,350,782 | +6.9%      | 14,800       |
| 2014 | 4,389,600 | +1.0%      | 14,400       |
| 2015 | 4,292,705 | -1.0%      | 13,900       |
| 2016 | 4,240,699 | -1.0%      | 13,900       |
| 2017 | 4,287,400 | +1.1%      | 13,900       |
| 2018 | 4,413,900 | +2.9%      | 13,900       |
| 2019 | 4,505,100 | +2.0%      | 13,900       |
| 2020 | 2,204,500 | -51.1%     | 6,400        |

## 列車

### 機車
三縣鐵路最初使用了五輛F40PH型柴油機車提供服務。2006年，三縣鐵路從諾福克南方鐵路購得六輛GP49型柴油機車。

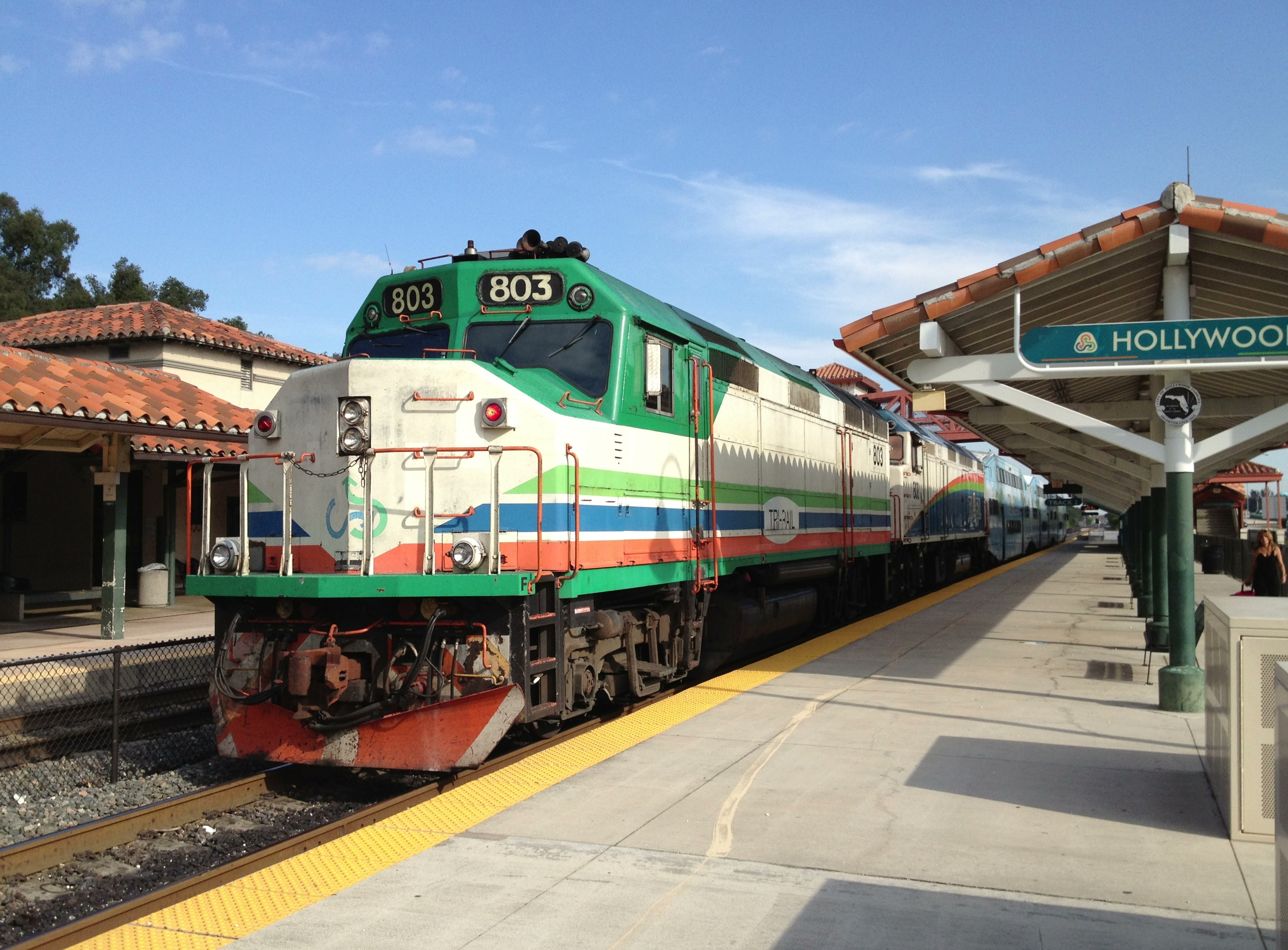
在荷里活站的 M-K F40PHL-2 機車
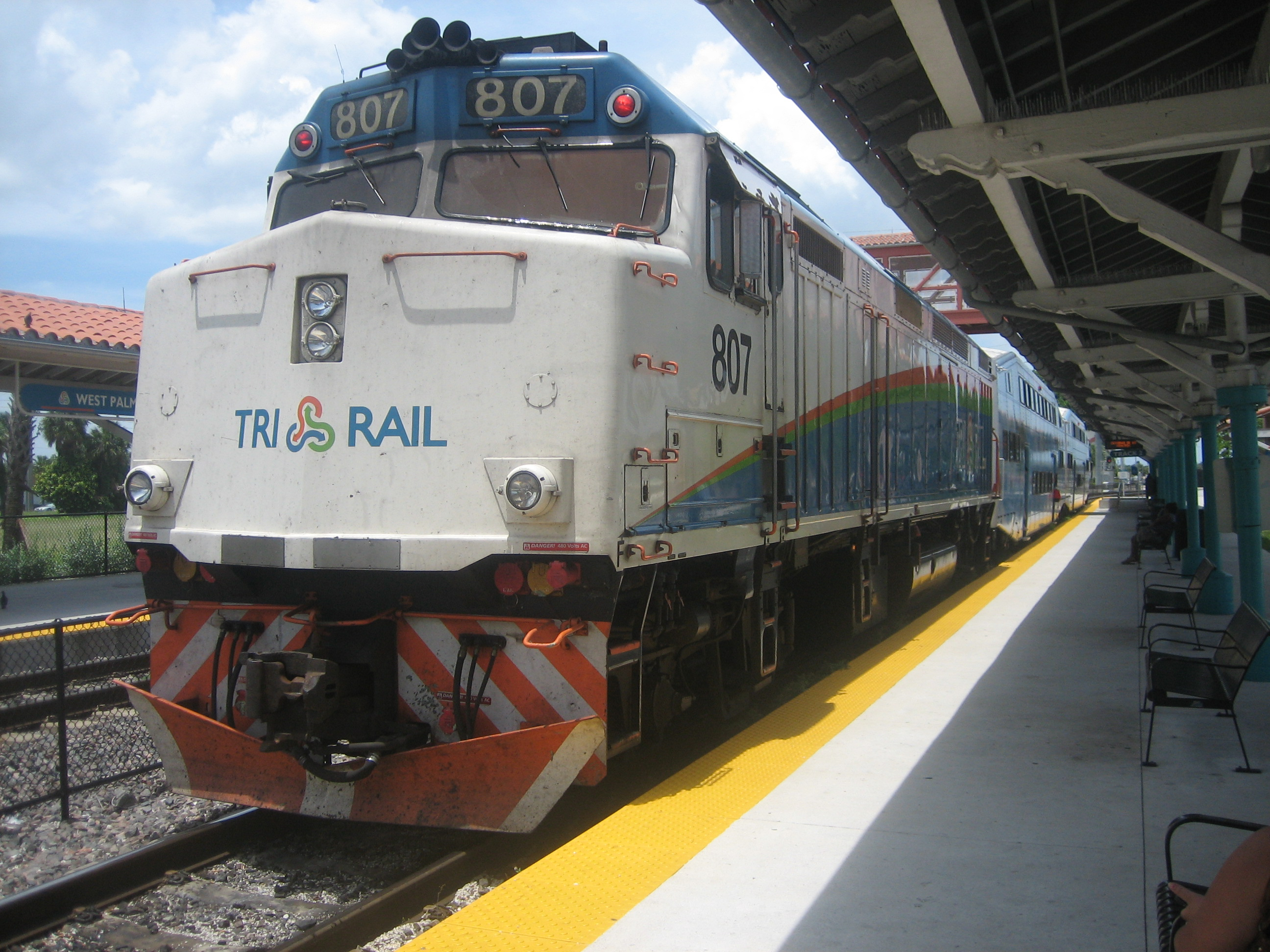
在西棕櫚灘站的 M-K F40PHM-2C 機車
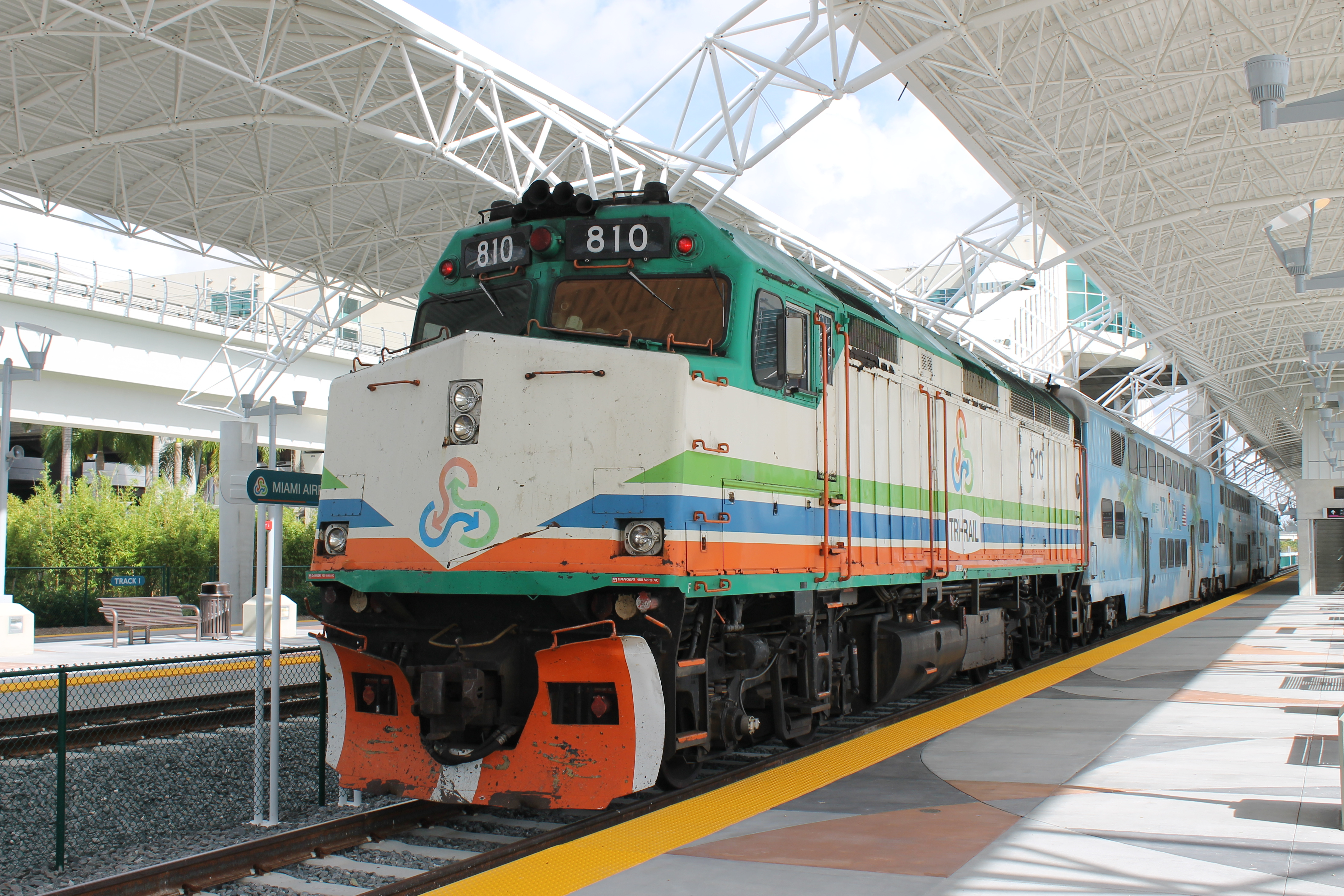
在邁阿密聯運中心的 EMD F40PHR-2C 機車
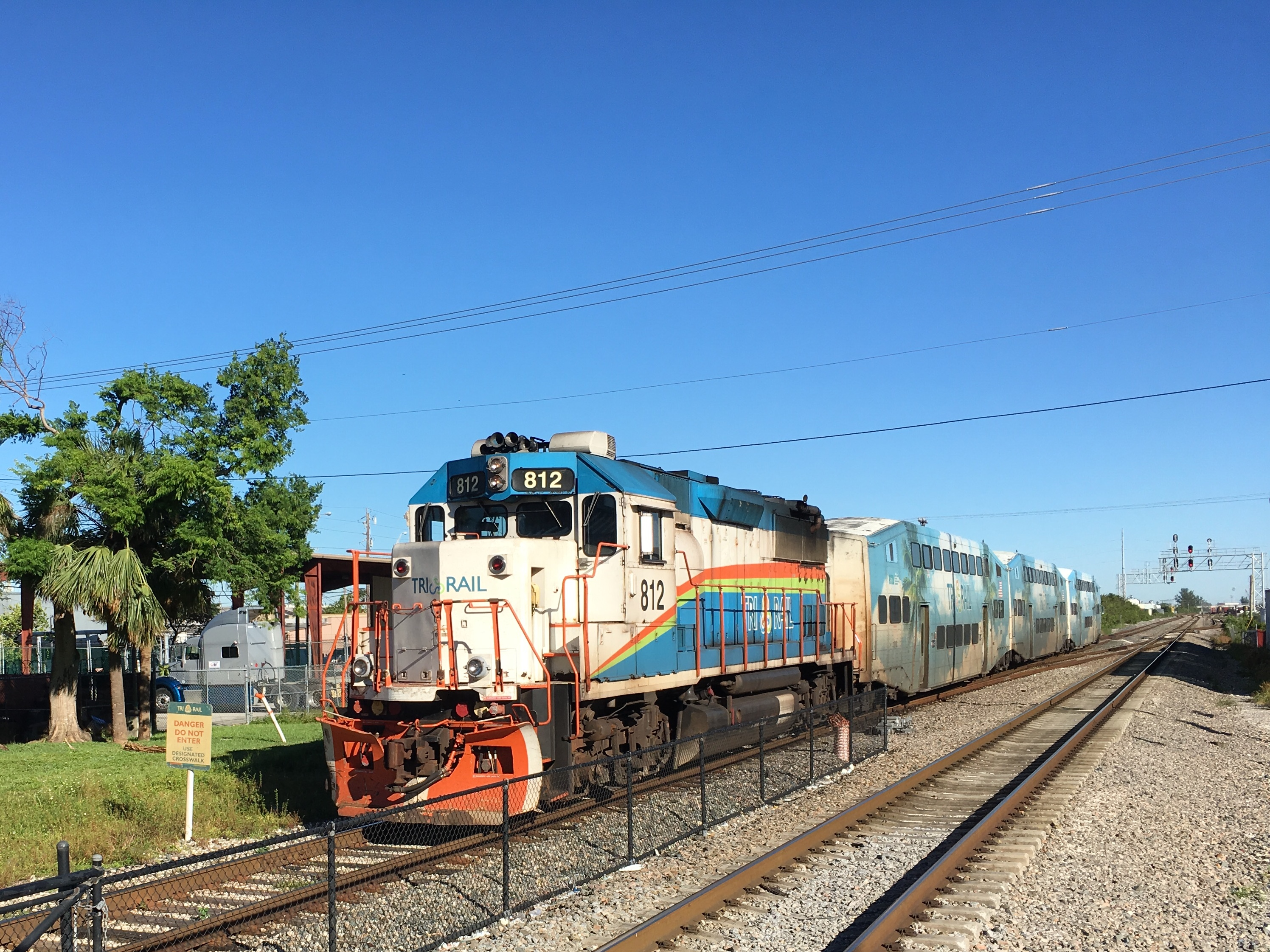
在三縣鐵路與地鐵轉乘站的 EMD GP49H-3 機車
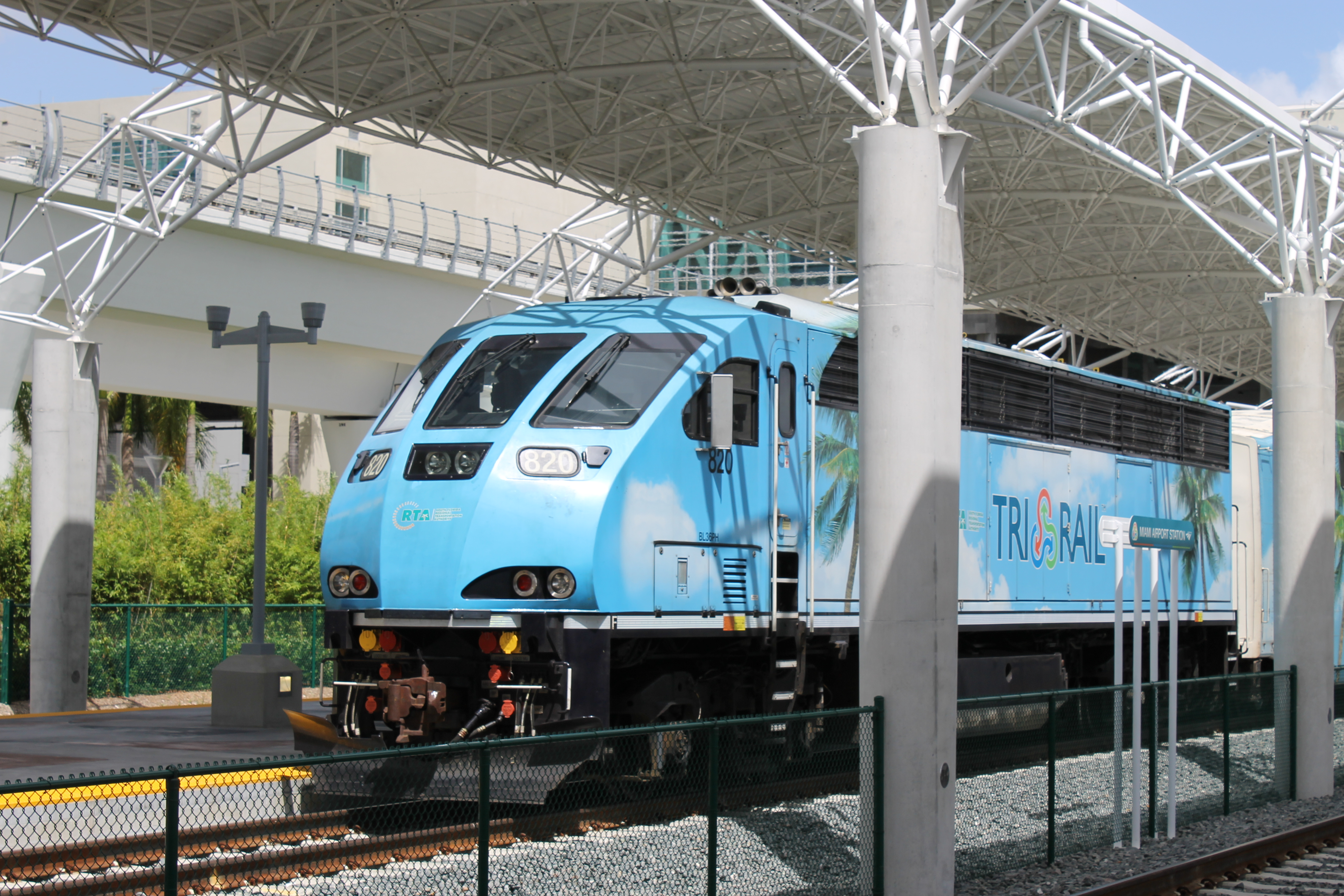
在邁阿密聯運中心的 布魯克維爾 機車
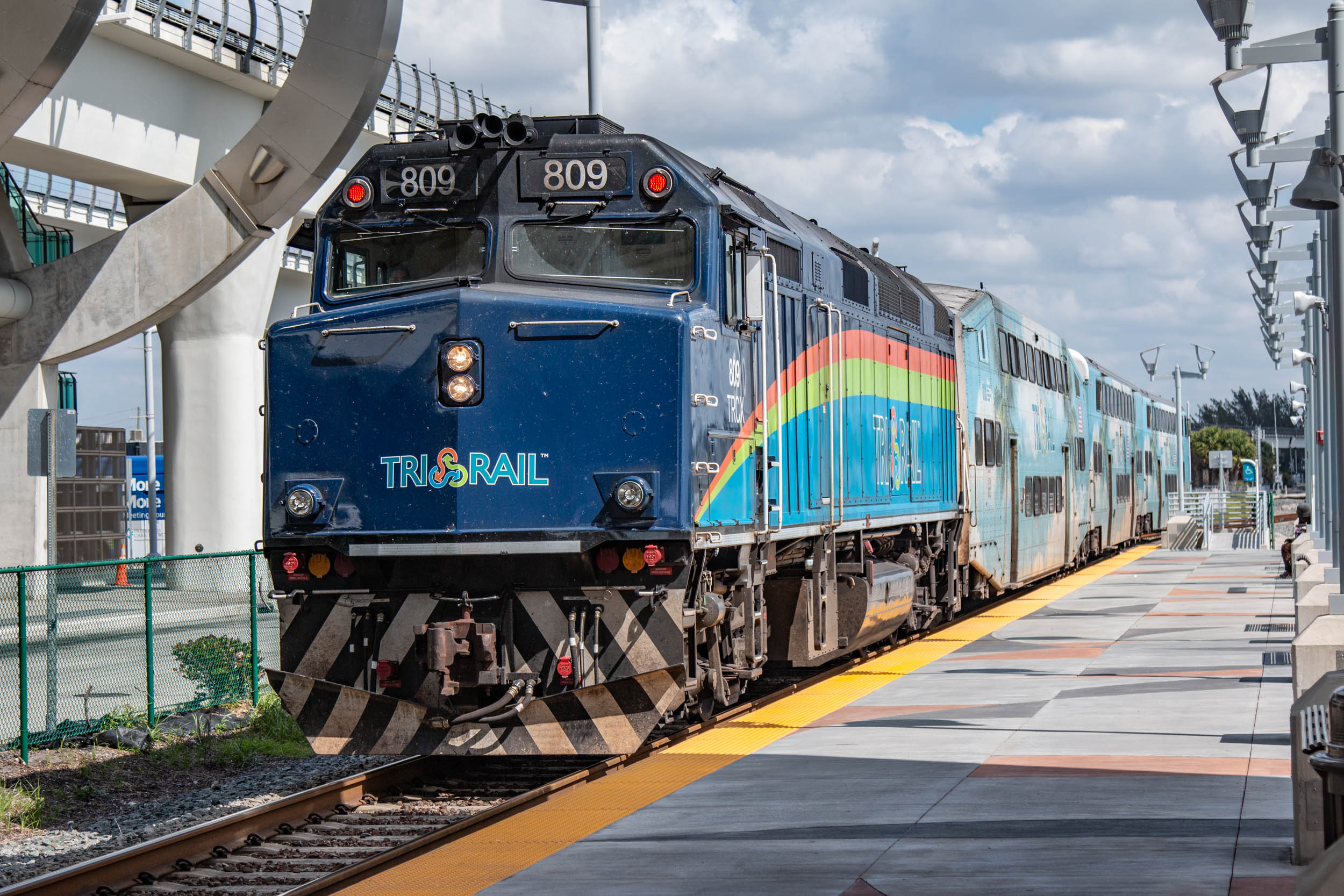
在邁阿密聯運中心的 M-K F40PHM-3C 機車

### 客車
2010年，南佛羅里達地區交通管理局同意以 9.5 千萬美元向現代Rotem購買新客車。首輛新客車於2011年3月投入服務。2011年底，12輛新機車和24輛新客車尚未交付，而原來的車輛很多已經超過30年，日久失修。 因此儘管三縣鐵路的客流量不斷增加，其列車仍經常只有兩節車廂而不是三節車廂，導致許多列車在高峰時段只剩下站立空間。到 2013 年 1 月，由於大多數現代 Rotem 客車車廂已交付，所有列車再次以 3 節車廂運行。 除了舒適度下降但可靠性更高之外，新車還提供了額外的安全性，其前后防撞緩衝區旨在吸收碰撞中的能量。

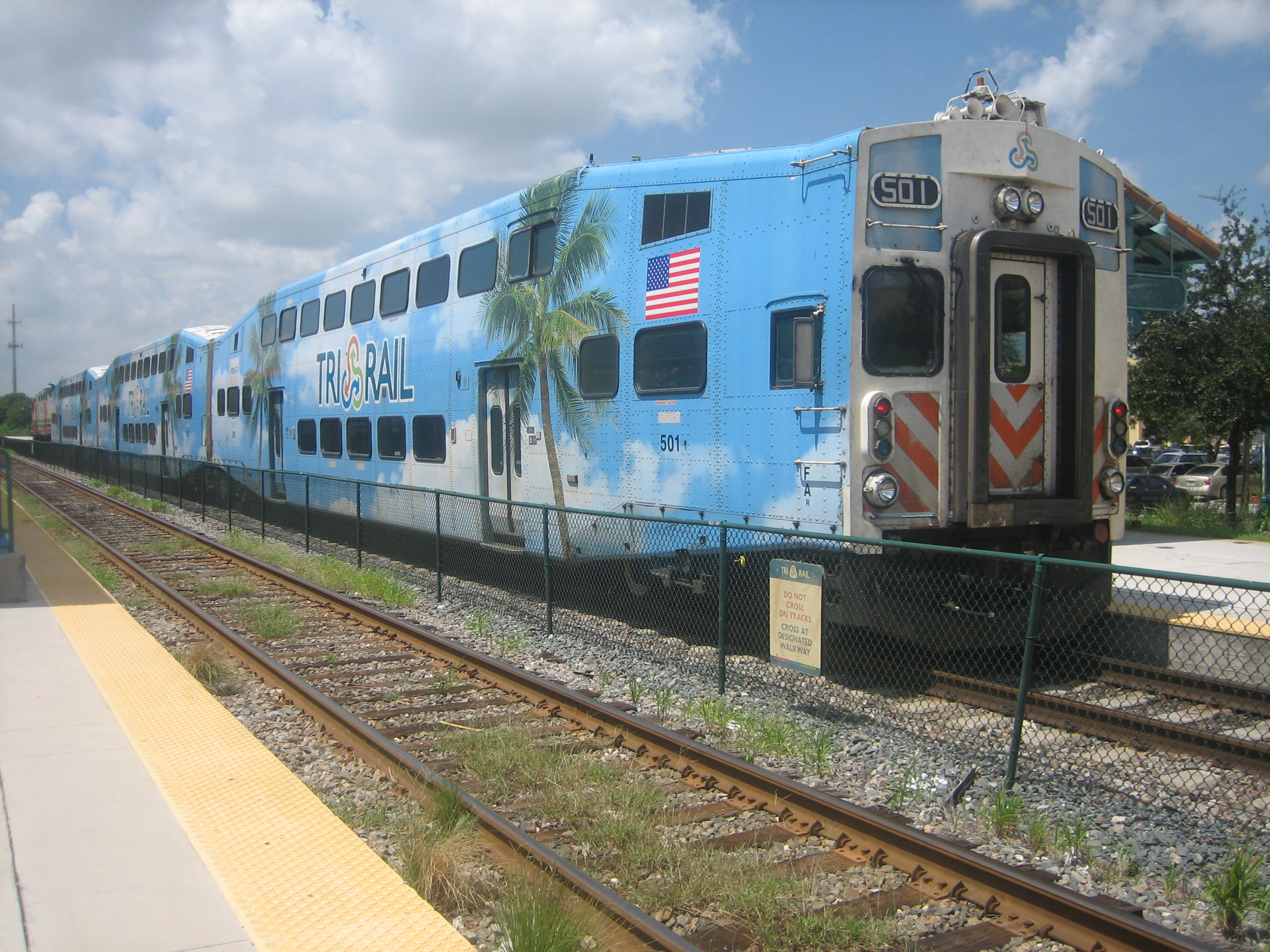
正離開迪爾菲爾德海灘站的龐巴迪雙層客車
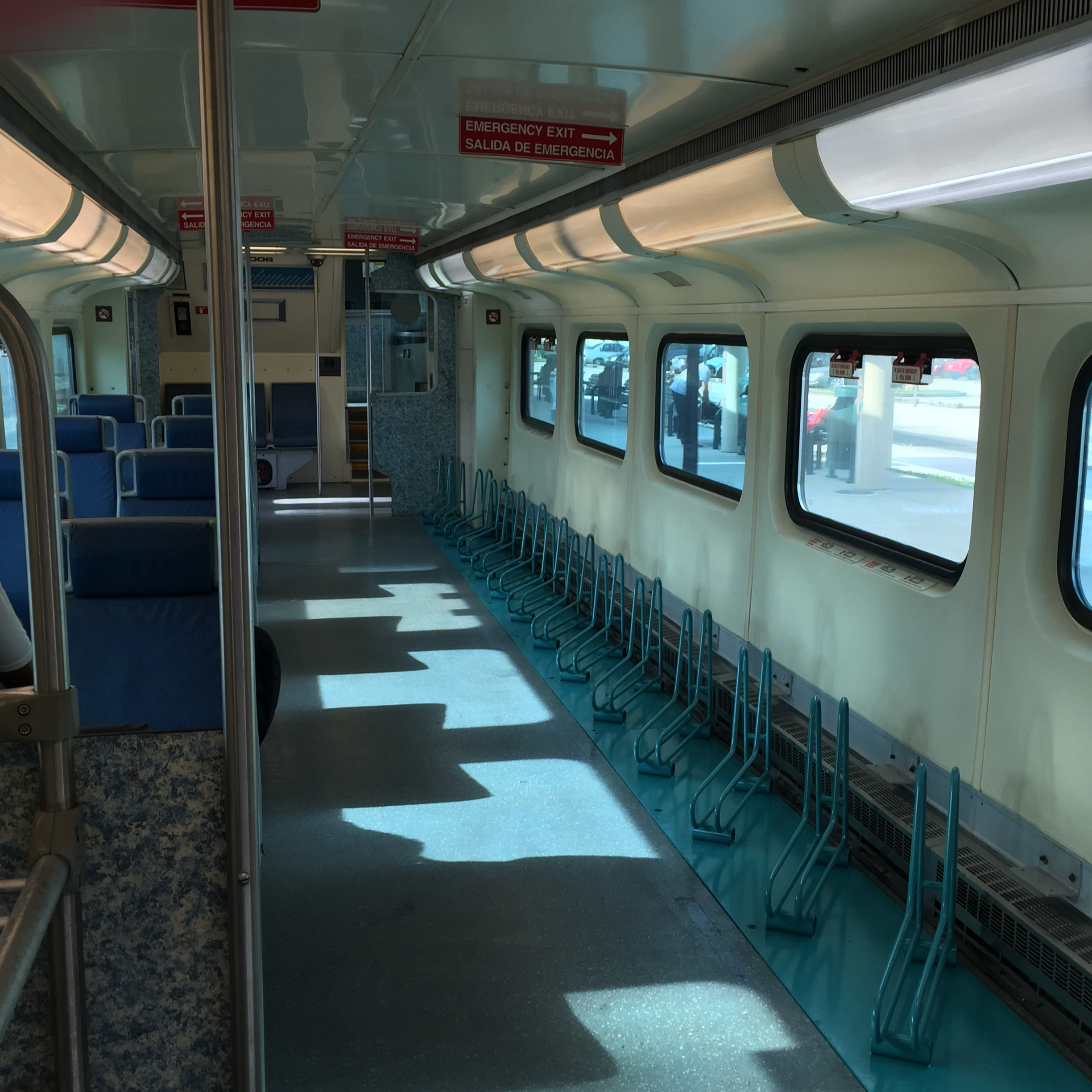
三縣鐵路其中一個單車車廂，翻新後可容納十四部單車
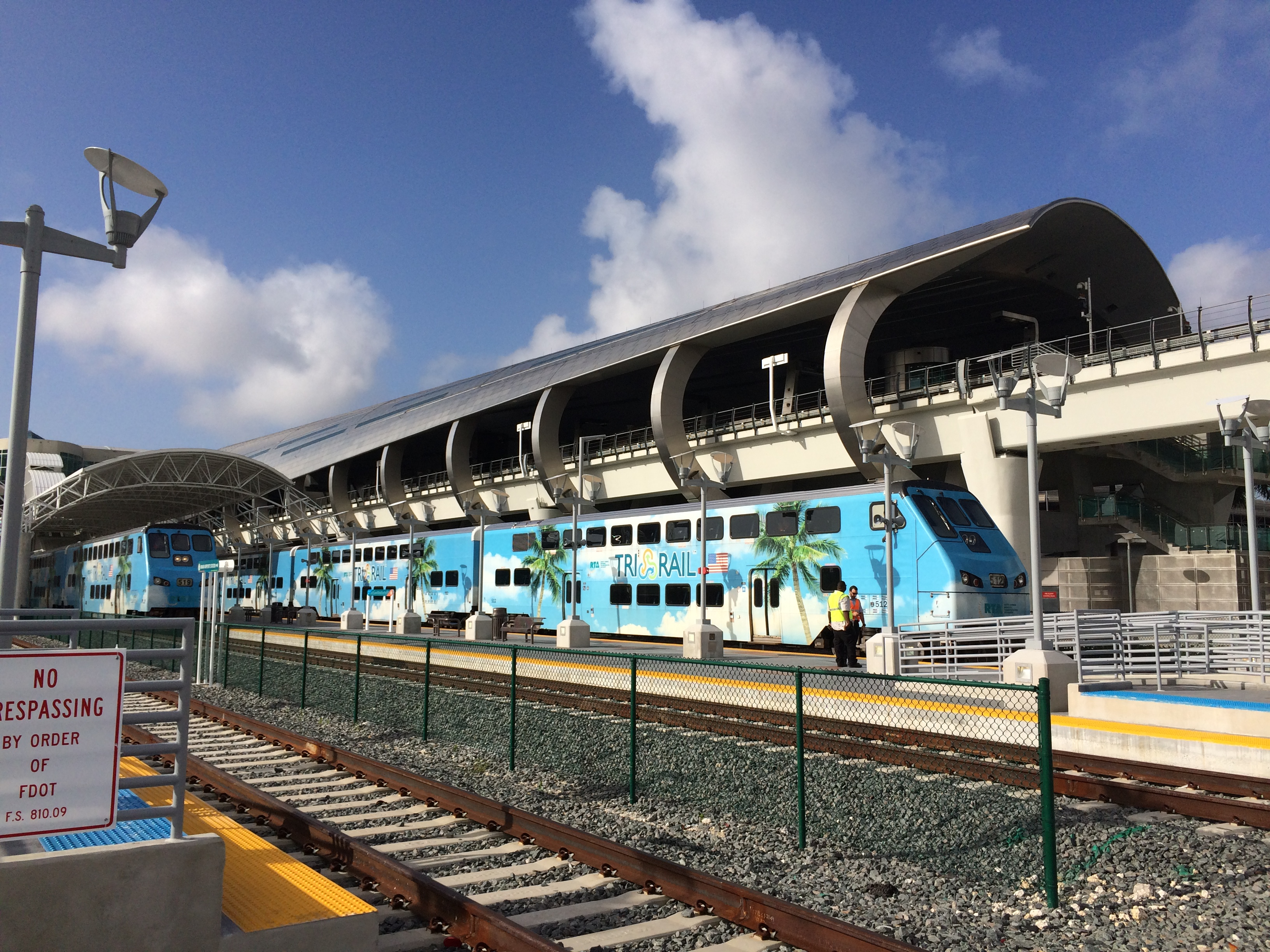
在邁阿密機場站的現代Rotem客車
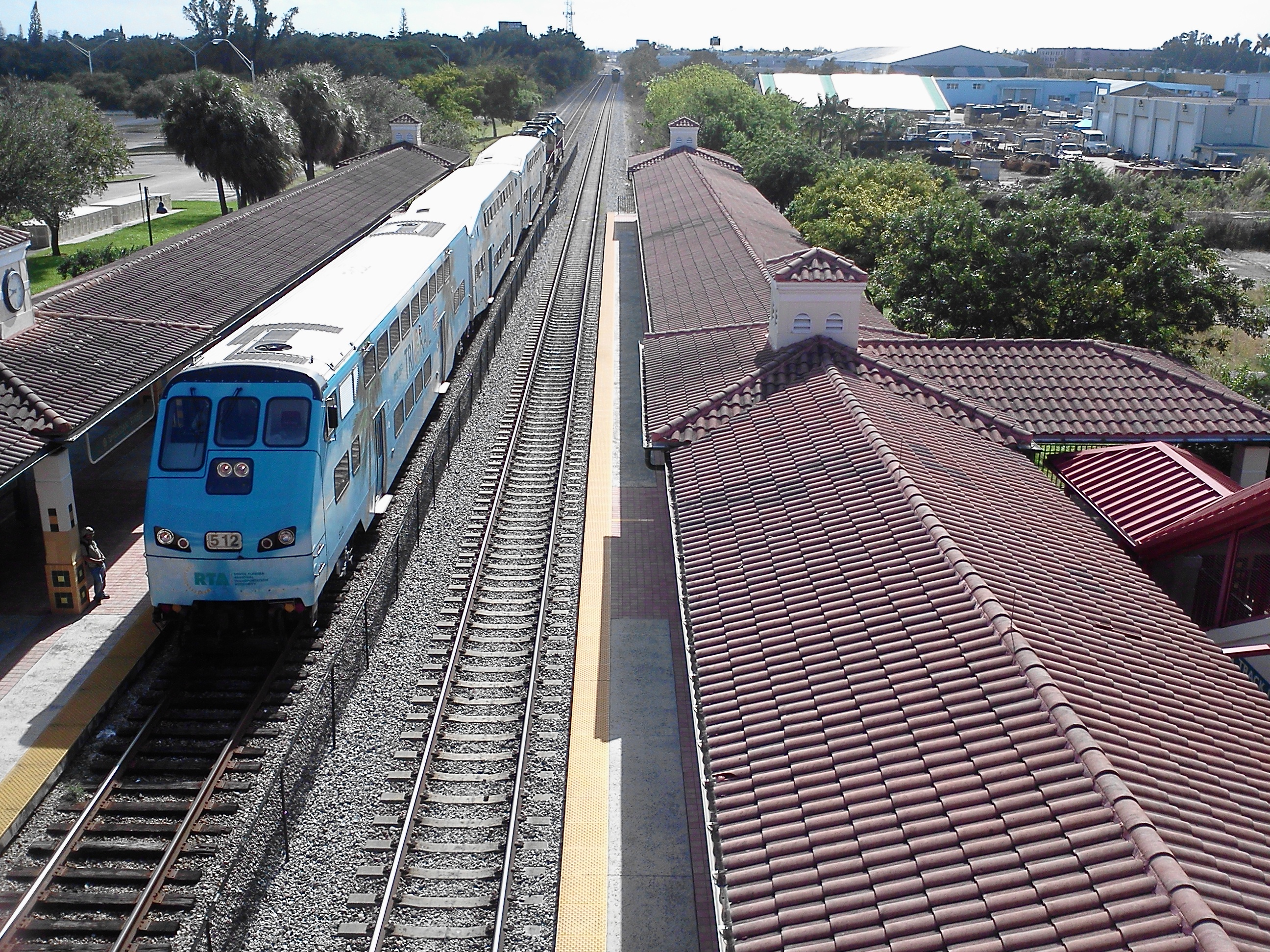
在荷里活站的現代Rotem客車
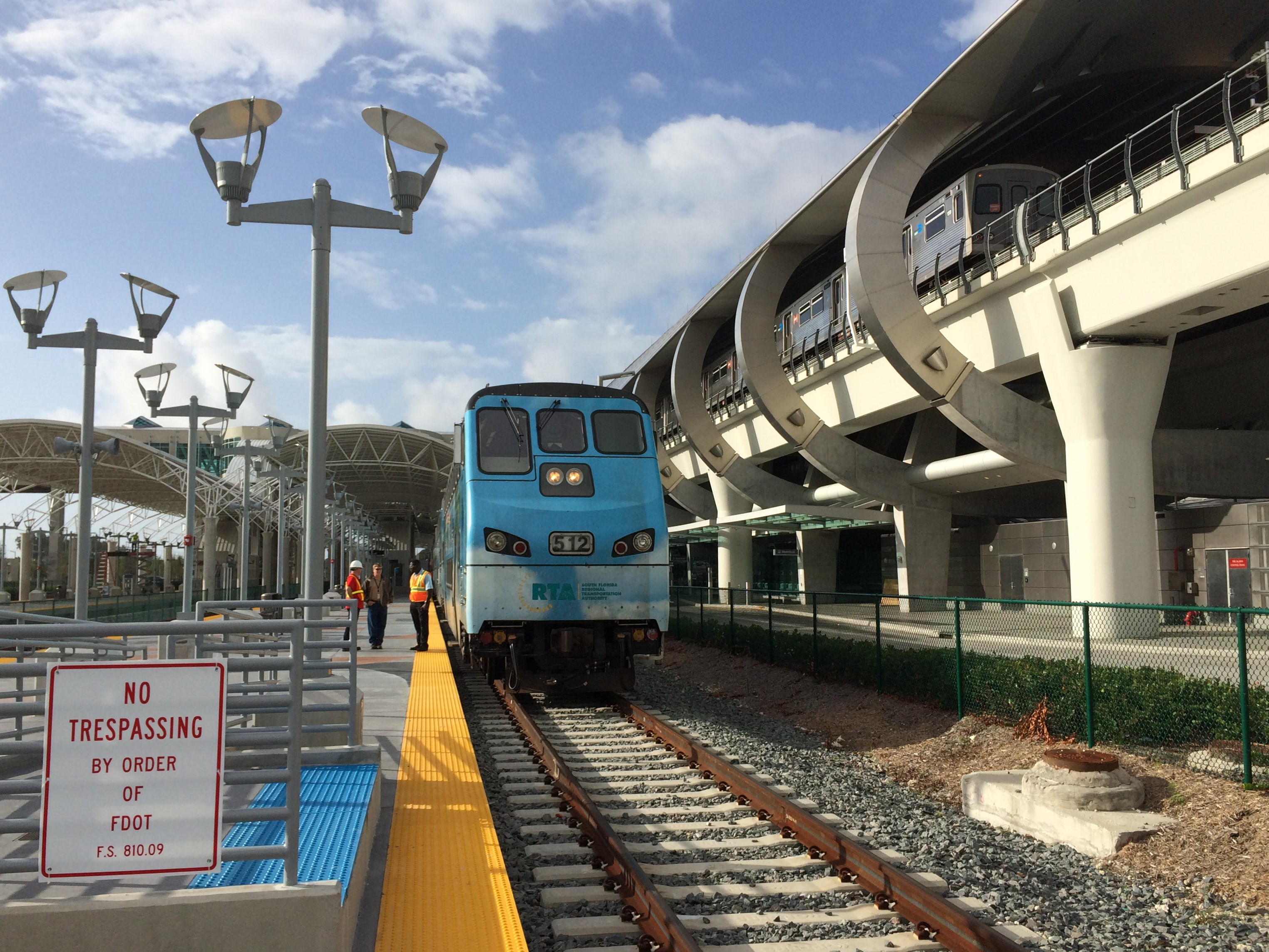
現代Rotem客車特寫

## 意外及事故
2016年1月4日，一列客運列車在沃思湖站平交道口與一輛拋錨的垃圾車相撞，導致列車脫軌，二十二人受傷。這是近27年運營以來的首次脫軌。
2016 年 1 月 28 日，三縣鐵路在龐帕諾海灘發生了第二次出軌事故，原因是一列火車在塞普斯溪站和龐帕諾海灘站之間的鐵軌上撞上碎片。 這段軌道也是三縣鐵路允許以最快速度（79 英里/小時）行駛的地方。 事故造成1人受傷，GP49H-3型機車 #813 和緊隨其後的龐巴迪雙層客車脫軌。
2019 年 10 月 25 日，使用龐巴迪 509 號客車的一列北行列車在奧克蘭公園撞上了一輛半掛式卡車。 事件造成多人受傷，509 號車暫時停止服務。 
2020年8月19日，在迪爾菲爾德海灘，GP49H-3型機車 #816 起火，列車上的乘客被安全疏散，沒人受傷。
2022 年 8 月 27 日，一列北行列車在勞德代爾堡撞上一輛留在鐵軌上的車輛。 6人受輕傷被送往醫院。 由於撞擊力大，火車部分脫軌。

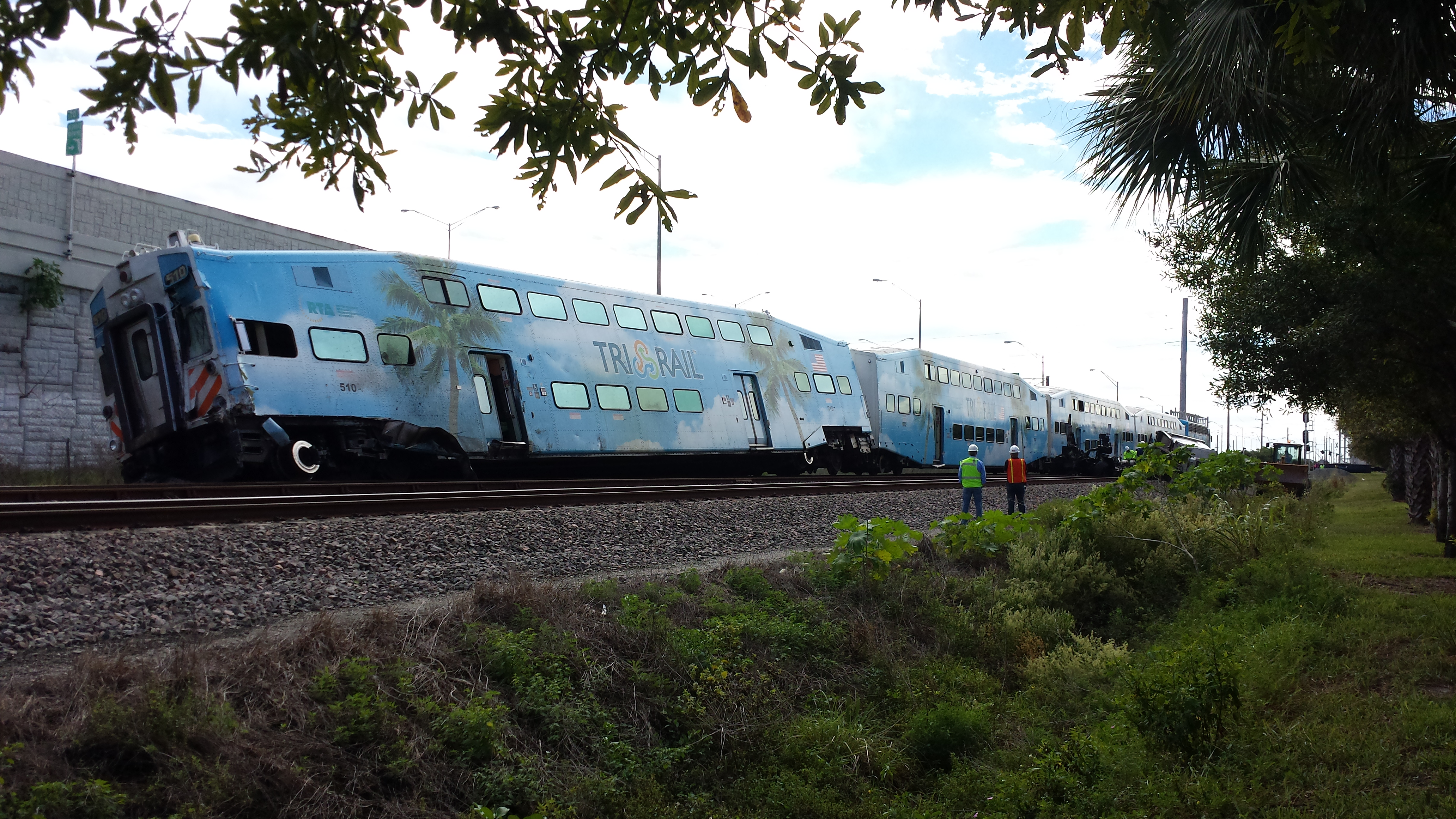
2016年1月4日於沃思湖海灘脫軌的列車
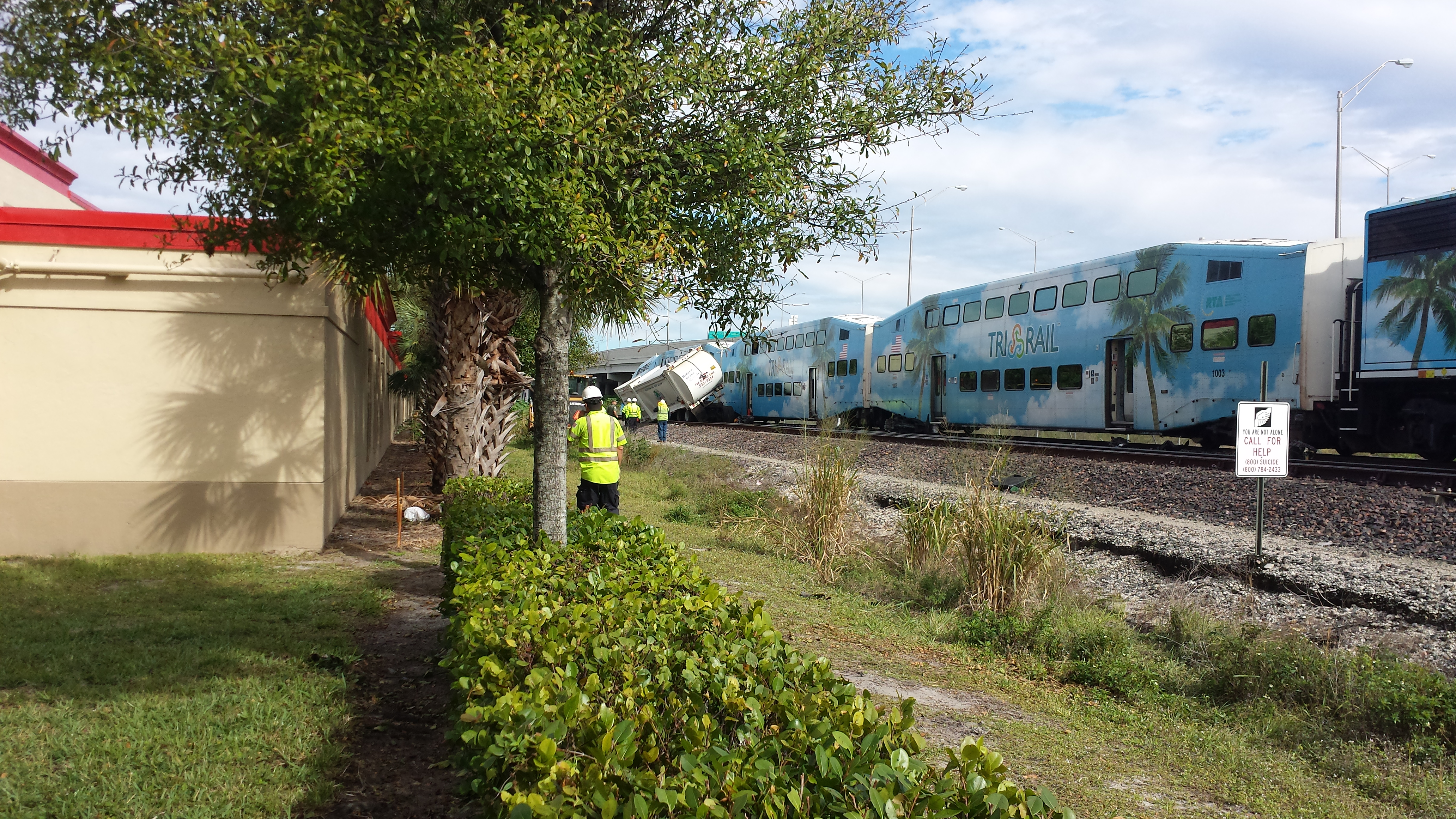
於沃思湖的列車及被其撞到的垃圾車
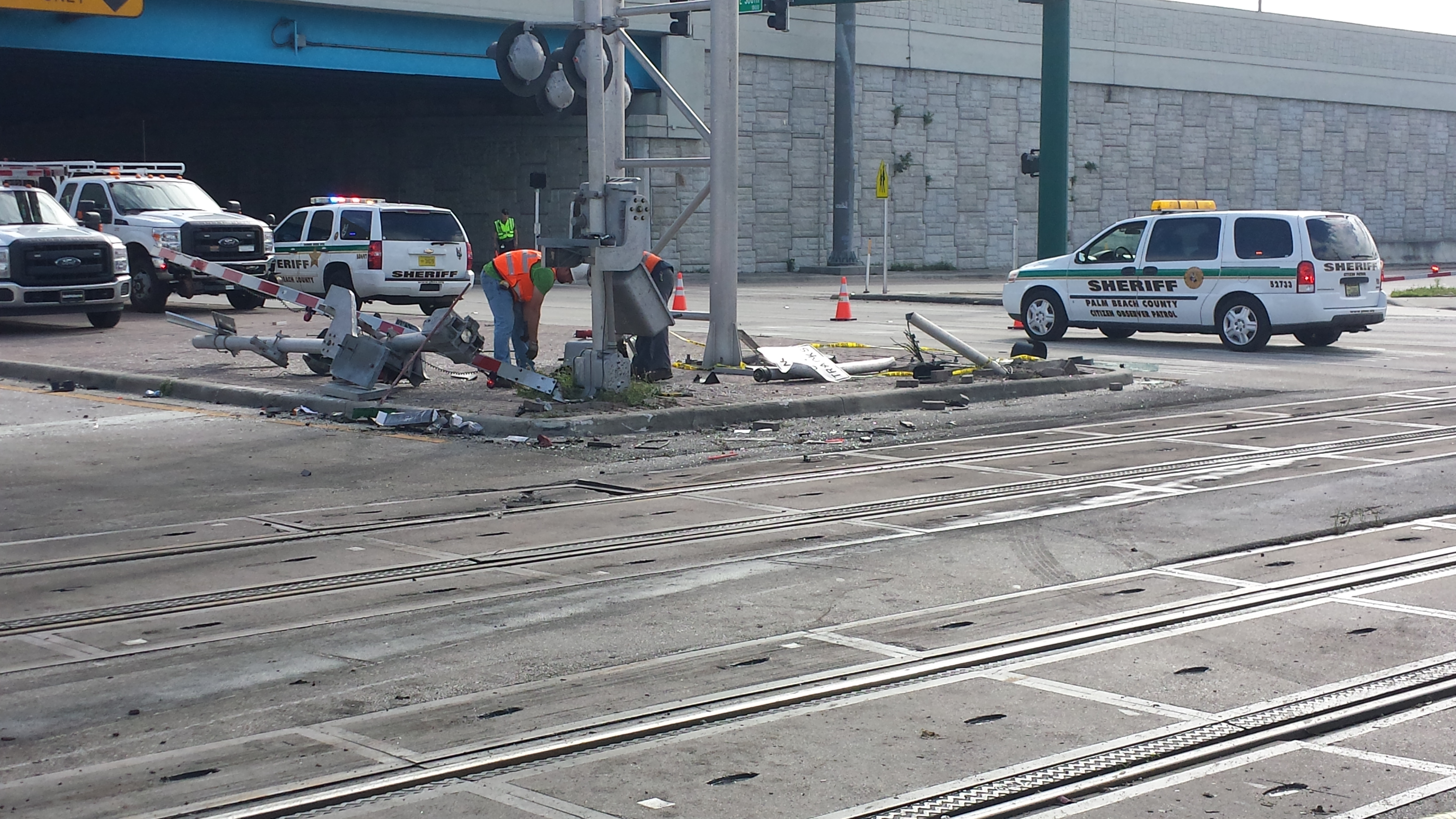
於沃思湖事故中受損的平交道訊號

## 外部連結
- 维基共享资源上的相關多媒體資源：三縣鐵路
- Tri-Rail Coastal Link Study（页面存档备份，存于）
- South Florida Regional Transportation Authority（页面存档备份，存于）